# Helmut Forte Daltro
Helmut Forte Daltro (Guiratinga, 1944) é um agrônomo e professor aposentado brasileiro.

## Biografia e carreira
Daltro é graduado em Agronomia com especialização em Cooperativismo pela Universidade Federal de Goiás (UFG).
Ele foi presidente do Conselho Diretor da Fundação Universidade Federal de Mato Grosso (UFMT), presidente do Conselho Universitário e do Conselho de Ensino e Pesquisa, vice-reitor de 1985 a 1989, além de reitor interino entre setembro e outubro de 1989.
Daltro atuou na implantação do Centro de Ciências Agrárias, do curso de mestrado em agricultura tropical, da fazenda experimental e dos cursos de agronomia, engenharia florestal e medicina veterinária da UFMT.
Na política, o agrônomo exerceu as funções de secretário adjunto de Educação do Município de Cuiabá e de chefe de gabinete da Secretaria de Educação de Mato Grosso. Foi também conselheiro titular do Conselho Federal de Engenharia, Arquitetura e Agronomia e presidente da Associação dos Engenheiros Agrônomos de Mato Grosso.
Ele também foi membro fundador da Associação de Ensino Superior em Ciências Agrárias dos Países de Língua Portuguesa e seu primeiro presidente.